# LASIK MD
 (décembre 2011).

LASIK MD est une entreprise nord-américaine offrant des services en matière de correction de la vue au laser.

## Historique
- 1998, l'entreprise fournit de la correction de vue au laser en Amérique du Nord
- 2000, Lasik Vision Corporation, une entreprise cotée en bourse, est devenue la plus importante compagnie de correction de la vue au laser au monde, selon le volume mesuré d'interventions[1].
- 2001, faillite de la société. Cohen et Wallerstein démarrèrent, par la suite, leur compagnie avec deux cliniques à Montréal, Canada et Toronto, Canada. Ces centres opèrent sous le nom de LASIK MD. LASIK MD a par la suite fait l'acquisition de la majorité des anciennes cliniques Lasik Vision en instance de faillite au Canada.

En 2010, LASIK MD a effectué plus de la moitié de toutes les corrections de la vue au laser au Canada,.

## Rôle de formateur
La clinique LASIK MD de Montréal est un centre de formation sur le LASIK pour les chirurgiens canadiens en correction de la vue au laser. Il s'agit d'un établissement externe accrédité par le Collège des médecins du Québec pour la formation en correction de la vue au laser aux résidents en chirurgie ophtalmique. Cette accréditation a été obtenue par le biais de l'Université de Sherbrooke.